# Molen De Graeve

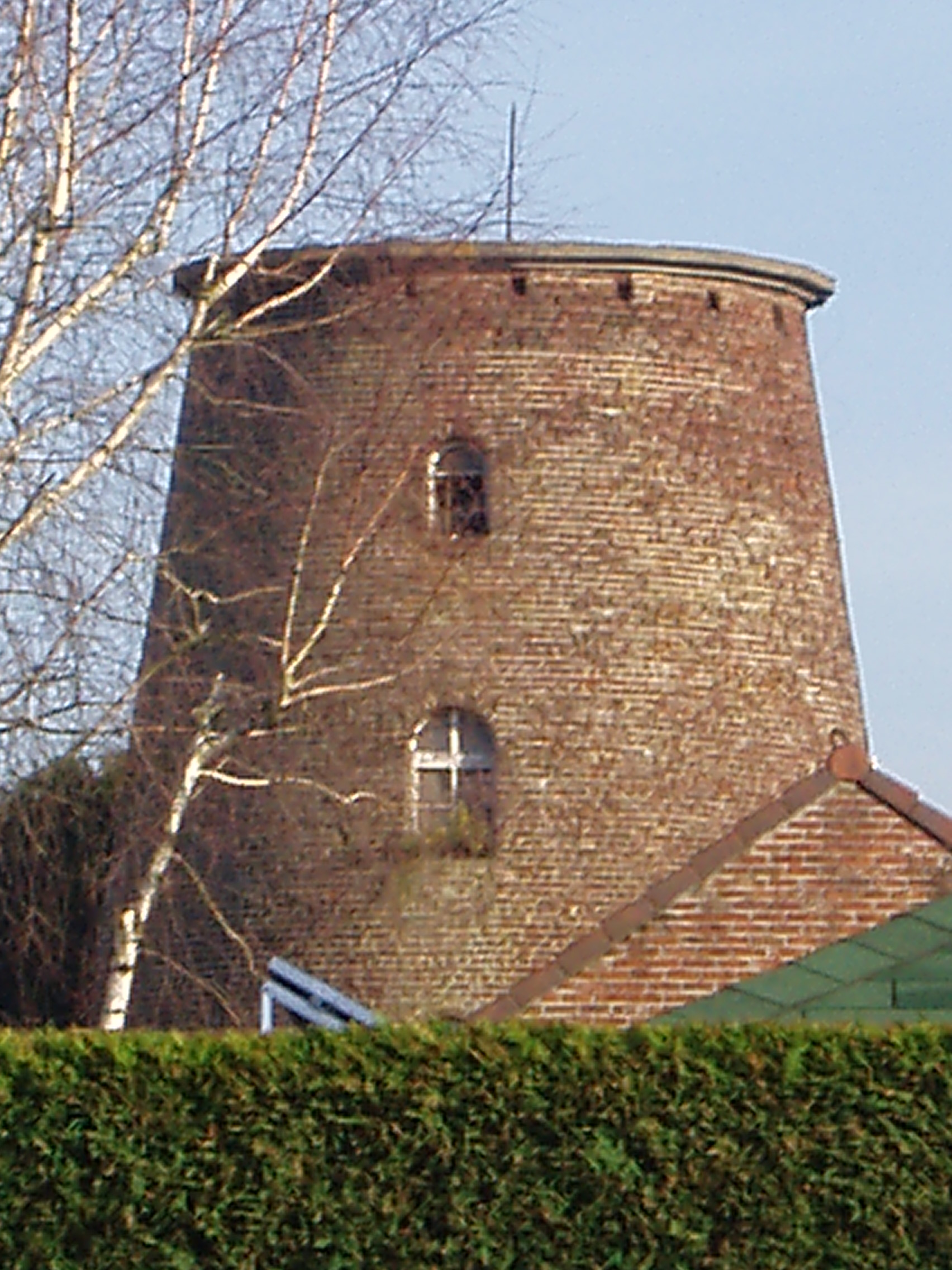
Molen De Graeve in 2013

De Molen De Graeve is een windmolenrestant in de tot de Oost-Vlaamse gemeente Haaltert behorende plaats Denderhoutem, gelegen aan de Iddergemsesteenweg 29.
Deze ronde stenen molen, van het type beltmolen met gemetselde gaanderij, fungeerde als korenmolen.

## Geschiedenis
De molen werd gebouwd in 1891. In 1893 kwam er naast de molen een stoommaalderij. Voorlopig bleef tevens op wind te worden gemalen. In 1925 werd de molen echter onttakeld waarbij de romp bleef staan. De stoommachine werd vervangen door een dieselmotor en in 1960 kwam er een elektrische maalderij. De inrichting van de maalderij is intact gebleven.
Naast de molen staat het molenaarshuis, eveneens in 1891 gebouwd.